# Chrysopetalum eurypalea
Chrysopetalum eurypalea är en ringmaskart som beskrevs av Perkins 1985. Chrysopetalum eurypalea ingår i släktet Chrysopetalum och familjen Chrysopetalidae. Inga underarter finns listade i Catalogue of Life.